# Thabo Mofutsanyana
Thabo Mofutsanyana (englisch Thabo Mofutsanyana District Municipality) ist ein Distrikt Teil der südafrikanischen Provinz Freistaat. Der Verwaltungssitz befindet sich in Phuthaditjhaba. Bürgermeisterin ist Malefu Vilakazi.
Der Distrikt ist nach Edwin Thabo Mofutsanyana benannt, einem Anhänger der Antiapartheidbewegung. Er war das erste schwarze Mitglied nach der Öffnung der South African Communist Party für Schwarze im Jahr 1952.

## Gliederung
Die Distriktgemeinde wird von folgenden Lokalgemeinden gebildet:
- Dihlabeng
- Maluti a Phofung (Witsieshoek)
- Mantsopa (seit 2011)
- Nketoana
- Phumelela
- Setsoto

## Demografie
Auf einer Fläche von 33.269 km² leben 736.238 Einwohner (Stand: 2022).

## Nationalparks und Naturschutzgebiete
- Wolhuterskop Game and Nature Reserve